# Muzzano, Ticino
Muzzano är en ort och kommun  i distriktet Lugano i kantonen Ticino, Schweiz. Kommunen har 800 invånare (2023).